# Diocèse de Mileto-Nicotera-Tropea
Le diocèse de Mileto-Nicotera-Tropea (en latin : Dioecesis Miletensis-Nicotriensis-Tropiensis ; en italien : Diocesi di Mileto-Nicotera-Tropea) est un diocèse de l'Église catholique en Italie, suffragant de l'archidiocèse de Reggio de Calabre-Bova et appartenant à la région ecclésiastique de Calabre.

## Territoire
Il est situé dans une partie de la province de Vibo Valentia, les autres parties de cette province étant dans l'archidiocèse de Catanzaro-Squillace. Son territoire a une superficie de 943 km2 divisé en 133 paroisses et regroupés en 5 archidiaconés. L'évêché est à Mileto où se trouve la cathédrale de l'Assomption et de Saint Nicolas. 
La cathédrale de Nicotera et la cathédrale de Tropea sont cocathédrales depuis la fusion des diocèses de Nicotera et Tropea  avec Mileto.

Situation du diocèse sur la carte de l'Italie.

## Histoire
Le diocèse actuel est le résultat de l'union des diocèses de Mileto, Nicotera et Tropea par le décret Instantibus votis de la congrégation pour les évêques du 30 septembre 1986.

### Diocèse de Tropea
Les fouilles archéologiques menées à Tropea et sur son territoire ont mis au jour une nécropole avec de nombreuses inscriptions chrétiennes, qui atteste l’existence d’une communauté chrétienne organisée entre le IVe et le Ve siècle. On trouve également dans la vie de Grégoire le Grand une mention de la masse de Tropea, un domaine foncier sur le modèle d'une ferme, d'où il ressort clairement qu'elle appartient au Saint-Siège (Patrimonium Sancti Petri). L'épistolaire du pontife montre aussi qu'il existe à Tropea en 591 un monastère dédié à San Michele Arcangelo.
Malgré l’antiquité de la communauté chrétienne de Tropea, le nom de son évêque, Giovanni, n’apparaît pour la première fois que dans les documents du concile du Latran de 649. Le siège n'est jamais mentionné dans les nombreuses lettres de Grégoire le Grand, qui cependant, d'une manière ou d'une autre, mentionne tous les diocèses calabrais. Tropea est donc probablement devenu siège épiscopal entre 604, année du décès du pontife, et 649. Selon Louis Duchesne, il aurait pu remplacer le diocèse de Meria.
Comme l'atteste l'épistolaire de Grégoire le Grand, la Calabre n'a pas de siège métropolitain et, bien qu'elle soit soumise politiquement à l'empire byzantin, elle dépend du point de vue ecclésiastique du patriarcat de Rome. Lors de la première moitié du VIIIe siècle avec la controverse sur l'iconoclasme, l'empereur Léon III l'Isaurien soustrait la Calabre de la juridiction de Rome et la soumet au patriarcat de Constantinople (aux environs de 732). C’est dans ce contexte que le diocèse adopte le rite byzantin et que la province ecclésiastique de l’archidiocèse de Reggio, comme en témoigne la Notitia Episcopatuum établie par l’empereur Léon VI le Sage (886-912) et datant du début du Xe siècle.
Après l’occupation normande de la Calabre, le diocèse passe progressivement au rite latin. Le premier évêque latin était Giustino, à qui le comte Roger Ier confirme en 1094 tous les privilèges et droits dont jouissent les précédents évêques. Une nouvelle cathédrale est construite et consacrée en 1193 en présence du métropolite de Reggio et de sept évêques de Calabre. D'un point de vue territorial, le diocèse comprend deux entités distinctes : le territoire originel de Tropea et ses environs, appelé diocèse supérieur, et le territoire d'Amantea, appelé diocèse inférieur, qui comprend la bande côtière entre Lamezia Terme et Paola, clairement séparés. L'évêque pouvait atteindre le territoire d'Amantea par voie maritime ".
Entre le XIIIe et le milieu du XVIe siècle, très peu d’évêques résident en permanence dans le diocèse et ce n’est qu’avec Gian Matteo di Luca (1556) que les choses commencent à changer. C'est Girolamo Rustici (1570-1593) qui redynamise le diocèse de Tropea avec l'arrivée de nouveaux ordres et congrégations religieuses. L'évêque Fabrizio Caracciolo (1615-1626) concrétise les décisions du concile de Trente avec la proclamation du premier synode de 1618 et la fondation du séminaire diocésain. Avec l'évêque Ambrogio Cordova (1633-1638), commence la série des évêques espagnols qui établit la fête de Notre-Dame de Romania, afin de commémorer la protection spéciale de la Vierge à la suite d'un séisme catastrophique en 1638 à Tropea.
Le 27 juin 1818, par la bulle De utiliori du pape Pie VII, Tropea est rejoint aeque principaliter au diocèse de Nicotera. Le 16 décembre 1963, des municipalités cèdent des territoires au profit de l'archidiocèse de Cosenza et du diocèse de Nicastro.

### Diocèse de Nicotera
Il est mentionné pour la première fois à la fin du VIe siècle dans les lettres du pape Grégoire le Grand. Son évêque, Proculus, est suspendu de son poste parce qu'il néglige d'administrer son église et il est détenu à Rome pour faire pénitence (in poenitentiam deputatus) ; le pontife charge Rufino de Vibona de choisir un nouvel évêque parmi le clergé de Nicotera ; cependant, trois ans plus tard, en 599 , Proculus retourne sur son siège calabrais. D'après les lettres du pape Grégoire, il est clair que le territoire de Nicotera fait partie d'une massa, c'est-à-dire une ferme appartenant au Patrimonium Sancti Petri.
À partir du VIIIe siècle, le diocèse est soumis au patriarcat de Constantinople et adopte le rite byzantin au lieu du rite latin. Le deuxième évêque connu de Nikotéra est Sergio, qui assiste aux séances du deuxième concile de Nicée de 787. Nous avons enfin l'évêque Cesareo, qui trouve la mort en 902, lorsque la ville est complètement détruite par les Sarrazins. Nicotera est ensuite mentionné dans la Notitia Episcopatuum de l'empereur Léon VI (début du Xe siècle) entre les sièges suffragants de l'archidiocèse de Reggio. Cependant, après Cesareo, aucun évêque n'est connu et, en raison de la destruction de la ville, le diocèse est supprimé et probablement uni à celui de Tropea.
Vers le milieu du XIe siècle, la Calabre est conquise par les Normands qui reconstruisent Nicotera et restaurent le diocèse qui est immédiatement soumis au Saint-Siège. De cette seconde phase de la vie du diocèse, seuls deux évêques sont connus. Pellegrino est documenté dans un décret de 1173 et prend part au troisième concile du Latran de 1179. Dans la lutte entre les Aragonais et les Angevins pour la domination du territoire, l'évêque Tancredi, tué en 1304, accusé d'avoir pris parti pour les Aragonais contrairement aux directives du pape. Avec sa mort, le diocèse est supprimé une seconde fois et son territoire est d'abord réuni à Mileto puis à Reggio.
Le diocèse est de nouveau érigé avec la bulle du pape Boniface IX du 14 août 1392, qui est suffragant de Reggio. Le premier évêque est Giacomo d'Ursa de Sant'Angelo, qui dirige le diocèse jusqu'au début du XVe siècle. À partir de la seconde moitié du XVIe siècle, les évêques entreprennent de mettre en œuvre les réformes souhaitées par le concile de Trente : Luca Antonio Resta célèbre le premier synode diocésain en 1579 ; son successeur Ottaviano Capece (1582-1616) en organise jusqu'à dix pour rétablir les règles et réformer les coutumes ; il construit le nouveau palais épiscopal et restaure la cathédrale ; Ercole Coppola crée le séminaire en 1659. En 1669, l'évêque Giovanni Biancolella est tué dans une embuscade. Les coupables sont arrêtés et jugés et, bien que le pape Clément IX décide d'abord de démolir la ville sans laisser de traces, un nouvel évêque est nommé, empêchant ainsi une énième suppression du diocèse. En 1688, le trésorier du chapitre de la cathédrale est également tué.
En 1818, Nicotera est uni aeque principaliter au siège de Tropea. Au moment de l’union, le diocèse ne comprend que deux municipalités, Nicotera et Limbadi, avec une dizaine de villages annexés, et la paroisse de Caroniti, dans la municipalité de Joppolo. Le premier évêque de Nicotera et de Tropea est le Napolitain Giovanni Tomasuolo (1818-1824), qui doit faire face aux contrastes qui se produisent entre le clergé des deux villes à cause de la résidence de l'évêque. Michelangelo Franchini (1832-1854) accorde une attention particulière au séminaire, à la formation du clergé, ainsi qu’à l’instruction religieuse des fidèles, pour qui il publie un recueil de doctrine chrétienne en 1835. Parmi les évêques du XIXe siècle, nous devons également nommer Domenico Taccone Gallucci (1891-1908), auteur de recherches sur l'histoire ecclésiastique et surtout sur les régimes pontificaux liés aux églises calabraises.
Le 11 juillet 1973, après dix ans de siège vacant, Mgr Vincenzo De Chiara, évêque de Mileto, également nommé évêque de Nicotera et de Tropea, réunissant ainsi in persona episcopi. À De Chiara, nous devons l’installation du musée diocésain de Nicotera dans les locaux de l’évêché.

### Diocèse de Mileto
À partir du milieu du XIe siècle, la Calabre est soustraite des Normands aux Byzantins. Robert Guiscard (1059) devient vassal du pape et entreprend de restaurer les terres conquises sous la juridiction de l'Église de Rome, restaurant de nombreux sites épiscopaux détruits par les Sarrazins ou les Lombards. En 1059, Roger Ier obtient de son frère Robert le castrum byzantin de Mileto, fortifié et orné de palais et d'églises, ce qui en fait sa résidence et la capitale du comté. Dans ce contexte, le diocèse de Mileto est érigé par la volonté de Roger, dont la fondation est traditionnellement attribuée à 1073.
Le pape Grégoire VII crée officiellement le nouveau siège épiscopal le 4 février 1081 par la bulle Supernae miserationis. Avec cette bulle, le pontife transfère le diocèse de Vibona à Mileto, dont le siège est immédiatement soumis au siège apostolique. En 1086, avec le décret connu sous le nom de Sigillum Aureum, le comte Roger dote le diocèse de territoires, d'églises, de biens et d'hommes de toute une série de privilèges et d'exemptions. Le 3 octobre 1093, par la bulle Potestatem ligandi, le pape Urbain II confirme la soumission immédiate de Mileto au Saint-Siège et intègre également le diocèse de Tauriana (it) au nouveau diocèse ; ces décisions sont confirmées par le pape Calixte II le 23 décembre 1122 par la bulle Officii nostri. En plus d'établir le diocèse et de lui donner de riches dons et privilèges, le comte Roger fonde également l'abbaye de la Sainte Trinité, exempte de la juridiction de l'évêque de Mileto, et construit la cathédrale dédiée à Saint Nicolas, avec un chapitre de chanoines ; dans la période de la fondation émerge la figure de saint Gerland d'Agrigente, primicier nommé vers 1088 évêque d'Agrigente.
En 1438, l'évêque Antonio Sorbilli érige, à côté de la cathédrale, une école de grammaire et de chant pour les clercs laïcs, obtenant du pape Eugène IV la faculté de la maintenir avec les revenus de certains monastères du diocèse. Ce séminaire ante litteram est toutefois de courte durée et clôturé en 1447. À partir du milieu du XVIe siècle, la série d'évêques réformateurs commencent, conformément aux directives du concile de Trente, qui donnent un nouvel élan d'organisation et pastoral au diocèse. En 1570, le cardinal Innico d'Avalos d'Aragona rassemble un auditoire qui, pour la première fois depuis l'époque des Normands, donne une image générale de l'étendue du territoire du diocèse. Le successeur Giovan Mario De Alessandris (1573-1585) réforme le chapitre de la cathédrale. Marco Antonio Del Tufo (1585-1606) effectue la première visite pastorale du diocèse (1586), célèbre trois synodes et refonde le séminaire (1587). Virgilio Cappone (1613-1631) établit les mont-de-piétés de Monteleone et de Mileto.
Le 13 août 1717, après d'innombrables querelles entre abbés et évêques de Mileto, le pape Clément XI, par la bulle Ad exequendas, décide de supprimer l'abbaye territoriale de la Sainte Trinité et l'annexe au territoire du diocèse. Selon les données décrites dans la visite ad limina de 1741 de l'évêque Mgr Marcello Filomarini, le diocèse est composé de 146 paroisses, 24 vicariats, 120 000 habitants, 62 couvents, 6 monastères de clarisses, 3 hôpitaux, 2 mont-de-piétés, 40 confréries laïques. Le tremblement de terre du 5 février 1783 détruit tout (cathédrale, séminaire, nombreux couvents, ancienne abbaye de la Sainte Trinité), y compris la cité épiscopale, qui doit être reconstruite à quelques kilomètres de l'ancienne ville ; les évêques doivent reconstruire toutes les structures diocésaines. Lors des événements de 1860, qui mènent à la fin du règne de Naples, Mgr Filippo Mincione (1847-1882), évêque partisan des bourbons, est l'objet d'un procès et limogé du diocèse. En même temps, l'État italien confisque de nombreux biens du diocèse.
Le 10 juin 1979, avec le décret Quo aptius de la congrégation pour les évêques, cède une cinquantaine de paroisses environ situées dans les municipalités de la province de Reggio de Calabre au profit du diocèse d'Oppido qui prend le nom de diocèse d'Oppido Mamertina-Palmi. Le même décret déplace la paroisse de Carmel de Ceramida à l'archidiocèse de Reggio Calabria.

### Diocèse de Mileto-Nicotera-Tropea
Le 11 juillet 1973, Vincenzo De Chiara, évêque de Mileto, est également nommé évêque de Nicotera et de Tropea, réunissant ainsi les trois diocèses calabrais in persona episcopi. Le 30 septembre 1986, avec le décret Instantibus votis de la congrégation pour les évêques, les sièges de Mileto, Nicotera et Tropea s'unissent par la formule de pleine union prenant le nouveau nom de Mileto-Nicotera-Tropea. Au même moment, le diocèse devient suffragant de l'archidiocèse de Reggio Calabria-Bova.

## Sources
- « Diocese of Mileto-Nicotera-Tropea, Catholic-Hierarchy »

- (it) Cet article est partiellement ou en totalité issu de l’article de Wikipédia en italien intitulé « Diocesi di Mileto-Nicotera-Tropea » (voir la liste des auteurs).

### Article lié
- Liste des diocèses et archidiocèses d'Italie